# Зарічний (Верхньокамський район)
Зарі́чний (рос. Заречный) — селище у складі Верхньокамського району Кіровської області, Росія. Входить до складу Лісного міського поселення.
Населення становить 245 осіб (2010, 44 у 2002).
Національний склад станом на 2002 рік — росіяни 91 %.